# Contea di Assoro
La Contea di Assoro o di Asaro (in latino Comitatus Assarus; in spagnolo Condado de Assoro) fu uno Stato feudale esistito in Sicilia in diverse epoche, il cui territorio corrispondeva al territorio dell'odierno comune di Assoro, in provincia di Enna.
Creata nel 1337 dal re Pietro II di Sicilia per investitura fatta a Scaloro degli Uberti, fu soppressa nel 1340 e ricostituita nel 1368 per investitura fatta ad Antonio Moncada Abbate, che la possedette fino al 1393, quando gli venne confiscata dal re Martino I di Sicilia. La terra di Assoro passò successivamente ai Valguarnera, sotto i quali divenne nuovamente contea dal 1543, e che ne furono titolari fino al 1812, quando lo Stato fu soppresso per l'abolizione del feudalesimo nel Regno di Sicilia. 

## Storia
La terra di Assoro, nel Val Demone, comprendente i casali di Gatta e di Condrò, venne concessa nel 1299 dal re Federico III di Sicilia al cavaliere fiorentino Scaloro degli Uberti. Nel 1337, il degli Uberti venne investito del titolo di conte dal re Pietro II di Sicilia, ma avendo successivamente aderito alla fazione latina capeggiata da Matteo Palizzi in funzione antiaragonese, nel 1340 la Contea di Assoro gli venne confiscata per il delitto di fellonia. Seguì la soppressione della Contea e la sua riduzione a rango di terra semplice, che il sovrano la assegnò al fratello Giovanni d'Aragona, duca di Randazzo, con l'eccezione del casale di Condrò, che venne spartito tra le università di Castrogiovanni e Piazza Armerina.
Nel 1348, il degli Uberti, rientrato dall'esilio, venne reintegrato di tutti i suoi beni. Assassinato nel 1351 da un gruppo di assorini ribelli, i figli Giovanni e poi Andrea succedettero nel possesso della terra di Assoro, nella quale furono integrati i feudi Chicalbo e San Lorenzo, pervenuti in dote a seguito del matrimonio del secondo con Limburga Garresi. Nel 1364, la terra di Assoro fu assegnata dal re Federico IV di Sicilia a Mazziotta d'Alagona, e due anni più tardi, nel 1366, passò ad Antonio Moncada Abbate, conte di Adernò, il quale la ebbe assegnata con il titolo di conte. Il dominio del Moncada durò fino al 1393, poiché la Contea di Assoro venne confiscata dalla Corona e nuovamente soppressa, a causa della sentenza di condanna per fellonia che colpì Guglielmo Raimondo Moncada Peralta, marchese di Malta e Gozo, fratello maggiore del Conte Antonio.
La terra di Assoro, comprendente i feudi Rassuara e Murra, venne concessa dal re Martino I di Sicilia ai cavalieri catalani Simone e Vitale di Vallgornera, giunti nell'isola a seguito del medesimo sovrano, per privilegio dato il 20 gennaio 1397. L'anno seguente, nel 1398, i Vallgornera acquistarono il feudo Caropepe, integrato nella baronia. Nel 1404, Simone donò al fratello minore Vitale l'intera baronia di Assoro, ma essendo questi morto intorno al 1410 senza lasciare legittima discendenza, ne riacquisì il possesso. Simone di Vallgornera morì anch'egli senza lasciare discendenza nel 1428, e gli succedette il fratello maggiore Francesco, signore di Vallgornera. Quest'ultimo, ottenne il mero e misto imperio sulla baronia di Assoro per privilegio dato dal re Alfonso V d'Aragona nel 1440, e dopo la sua morte, il figlio Vitale se ne investì il 18 luglio 1453. I discendenti di Vitale di Vallgornera, assunsero il cognome Valguarnera, che rappresentò una delle maggiori famiglie feudali siciliane, e sotto il loro dominio Assoro fu nuovamente elevata a contea: Giovanni Valguarnera Ribasaltes, VII barone di Assoro, milite negli eserciti dell'imperatore Carlo V d'Asburgo che lo creò I conte di Assoro per privilegio dato l'11 agosto 1543, reso esecutivo il 12 settembre. Il medesimo, nel 1553, ottenne dall'Imperatore Carlo V la licentia populandi per il feudo Caropepe, che si staccò dalla Contea per formare la baronia di Valguarnera.
Nel 1658, dal territorio della Contea si staccò anche il feudo Cuticchi, venduto alla famiglia Zuccaro di Agira, i cui membri si investirono col titolo di barone.
I Valguarnera, che nel 1626 si fregiarono dei titolo di Principi di Valguarnera, ebbero il dominio sulla Contea di Assoro fino al 1812, quando venne soppressa per l'abolizione del feudalesimo avvenuta nel Regno di Sicilia, a seguito della promulgazione della Costituzione siciliana concessa dal re Ferdinando III di Borbone. Al momento della sua soppressione, feudatario era Pietro Valguarnera La Grua, VII principe di Valguarnera, con il quale si estinse il ramo principale del casato, e pertanto gli succedette nei suoi titoli il nipote Alessandro Alliata Valguarnera dei Principi di Villafranca, che ottenne legale riconoscimento dal Regno d'Italia dei titoli di Principe di Valguarnera e Conte di Assoro con decreto ministeriale del 9 febbraio 1887.

## Cronotassi dei Conti di Assoro

### Periodo feudale
I Contea di Assoro
- Scaloro degli Uberti (1337-1340)

II Contea di Assoro
- Antonio Moncada Abbate (1368-1392)

III Contea di Assoro
- Giovanni Valguarnera Ribasaltes (1543-1554)
- Sigismondo Valguarnera de Luna (1554-?)
- Giovanna Valguarnera Silva (?-1564)
- Ponzio Valguarnera de Luna (1564-1585)
- Giuseppe Valguarnera Lanza Centelles (1586-1618)
- Francesco Valguarnera del Carretto (1618-1635)
- Giuseppe Valguarnera Lanza Orteca (1635-1656)
- Francesco Valguarnera Arrighetti (1656-1704)
- Francesco Saverio Valguarnera Gravina (1704-1739)
- Pietro Valguarnera Gravina (1739-1779)
- Giuseppe Emanuele Valguarnera a Valguarnera (1779-?)
- Pietro Valguarnera La Grua (?-1812)

### Periodo post-feudale
- Pietro Valguarnera La Grua (1812-1855)
- Alessandro Alliata Valguarnera (1855-1894)
- Edoardo Alliata Valguarnera (1894-1898)
- Giuseppe Alliata Lo Faso (1898-1913)
- Gabriele Alliata Bazan (1913-1929)
- Giuseppe Alliata San Martino Ramondetta (1929-1946)